# Mid Valley Megamall

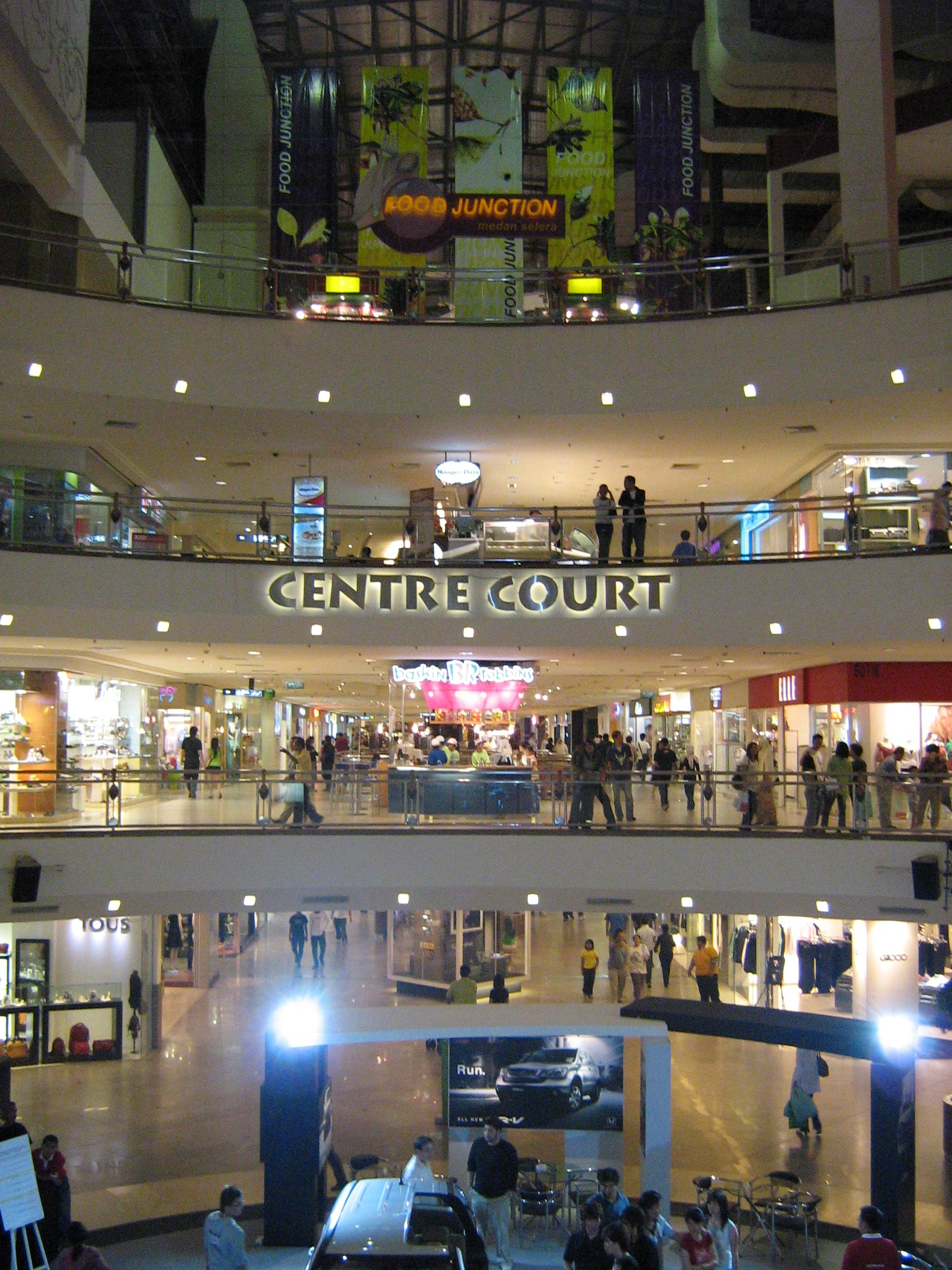
Centre Court in der Mid Valley Megamall

Mid Valley Megamall ist ein großes Einkaufszentrum in Seputeh im malaysischen Bundesterritorium Kuala Lumpur, nahe der Hauptstadt Kuala Lumpur.
Der Gebäudekomplex inklusive des eigentlichen Einkaufszentrums, eines Konferenzzentrums, zwei Hotels (u. a. Cititel mit 646 Zimmern), eines Kinos mit 18 Sälen, eines Büroturms und sogar eines hinduistischen Tempels wurde am 20. November 1999 eröffnet und bietet rund 420.000 m² Verkaufsfläche. Damit ist es rund drei Mal so groß wie das bekannteste Einkaufszentrum Kuala Lumpurs, das Suria KLCC unter den Petronas-Zwillingstürmen. Es wird von der IGB Group betrieben, von der es auch erbaut wurde.

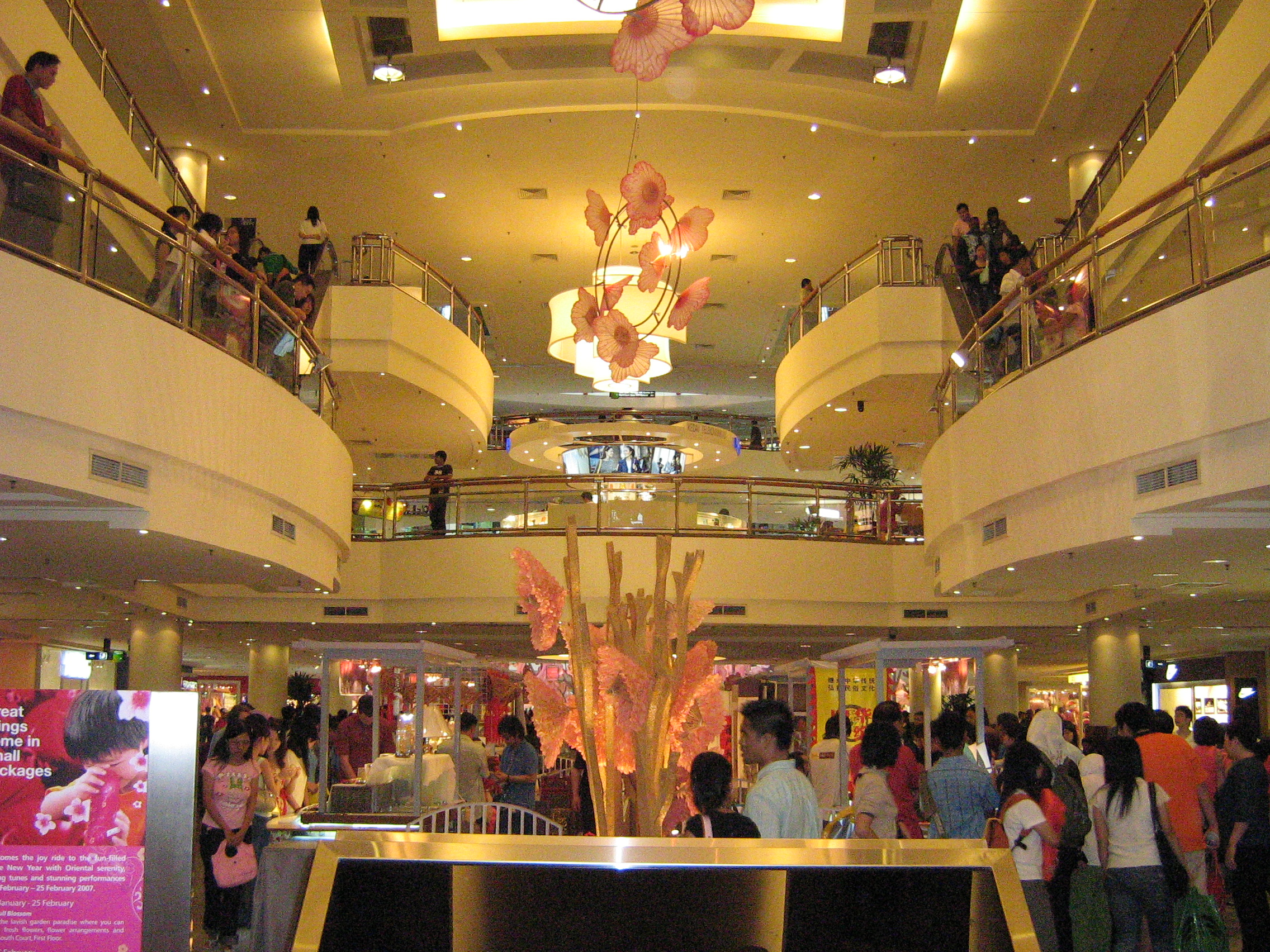
Kurzer Nordflügel in „Mid Valley Megamall“

In dem länglichen, leicht gekrümmten Gebäudekomplex befinden sich auf fünf Ebenen (eine sechste ist kleiner als die anderen) mehr als 430 Geschäfte, Restaurants, Cafés, mehrere große Supermärkte, wie Æon und Carrefour und eine Vielzahl an Unterhaltungsbereichen. 
Mid Valley Megamall wurde vom malaysischen Tourismusamt 2000 zum besten Einkaufszentrum Malaysias („Best Shopping Complex Award 2000“) gekürt.
Die Mall ist nur ein Teil der „Mid Valley City“ und befindet sich direkt neben dem „Federal Highway“, einer Autobahn, welche Kuala Lumpur mit Shah Alam und Klang verbindet.
Außerdem wird ein Bus-Shuttleservice zur Stadtbahn-Haltestelle Bangsar, der Kelana Jaya Line, angeboten, und direkt neben der Mall befindet sich die Haltestelle Antaraputri der KTM-Komuter-S-Bahn.